# Palazzo Bertini
Palazzo Bertini si trova in via Tosco Romagnola 659 a San Benedetto, frazione di Cascina, nella provincia di Pisa, in Toscana.

## Storia e descrizione
Sorto nel 1851, è un esempio di abitazione padronale in stile tardo neoclassico, dotata delle pertinenze di un piccolo parco e una scuderia. Dichiarato immobile "di interesse particolarmente importante" ai sensi della legge 1089 del 1939, ha un prospetto principale lungo la via caratterizzato da lesene in pietra con capitelli dorici e un frontone.
Già della famiglia Marcacci, fu acquistata nel 1924 da Amos Bertini e oggi è ancora abitata dai suoi discendenti.